# Leucadendron salicifolium
Espèce
Leucadendron salicifolium est une espèce de plantes à fleurs de la famille des Proteaceae. Cet arbuste à fleurs, originaire du Cap-Occidental en Afrique du Sud, fait partie du fynbos.

## Galerie

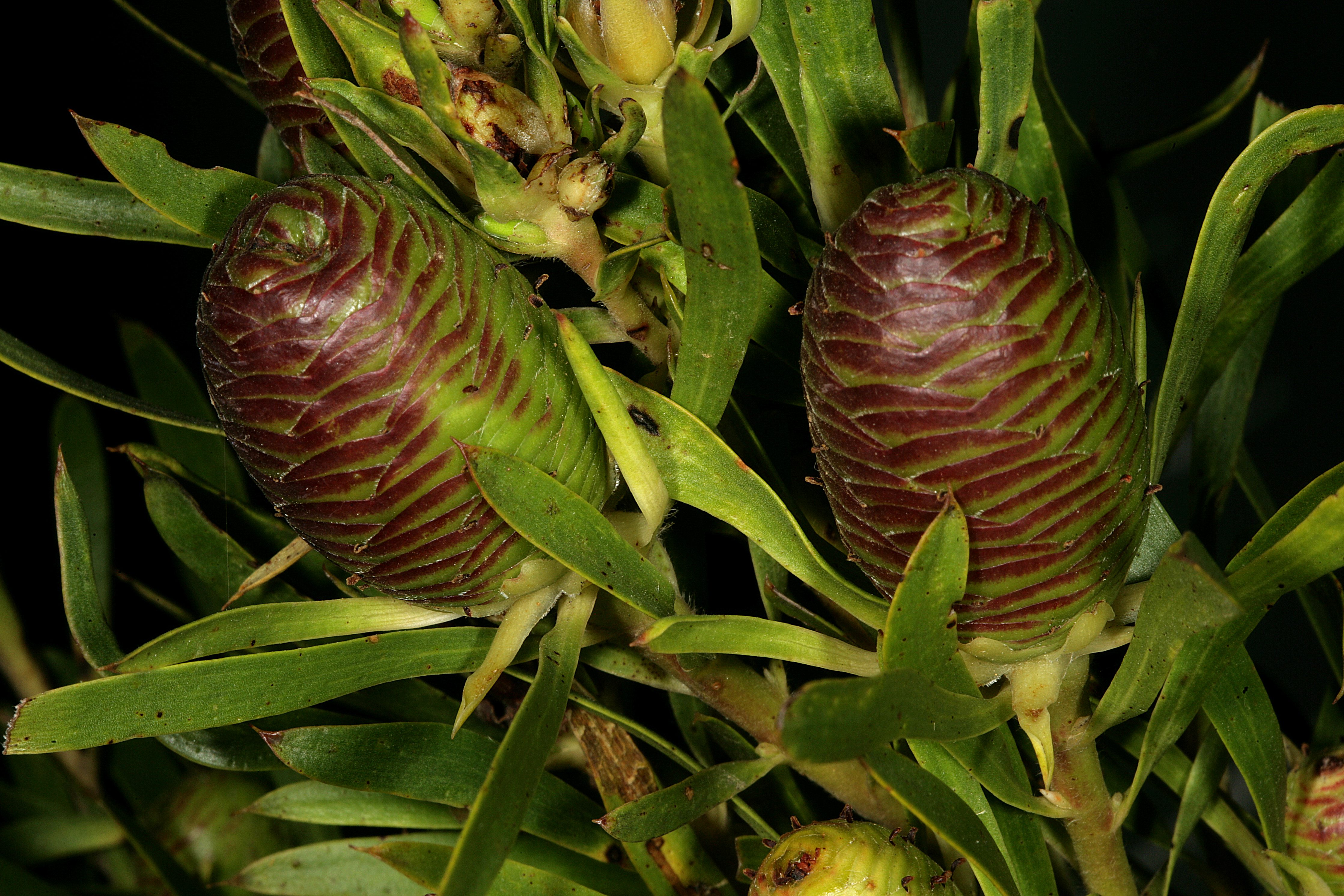
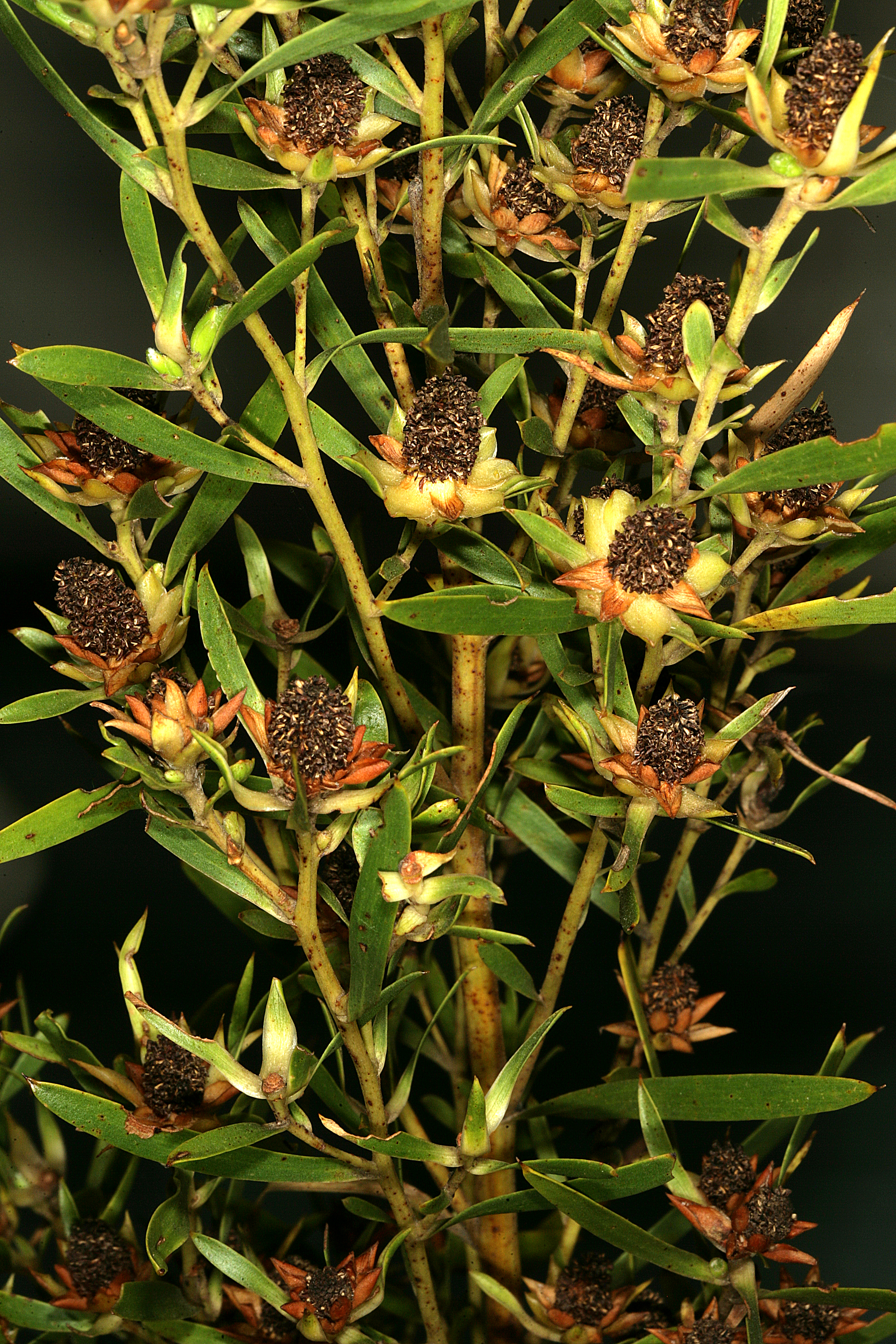
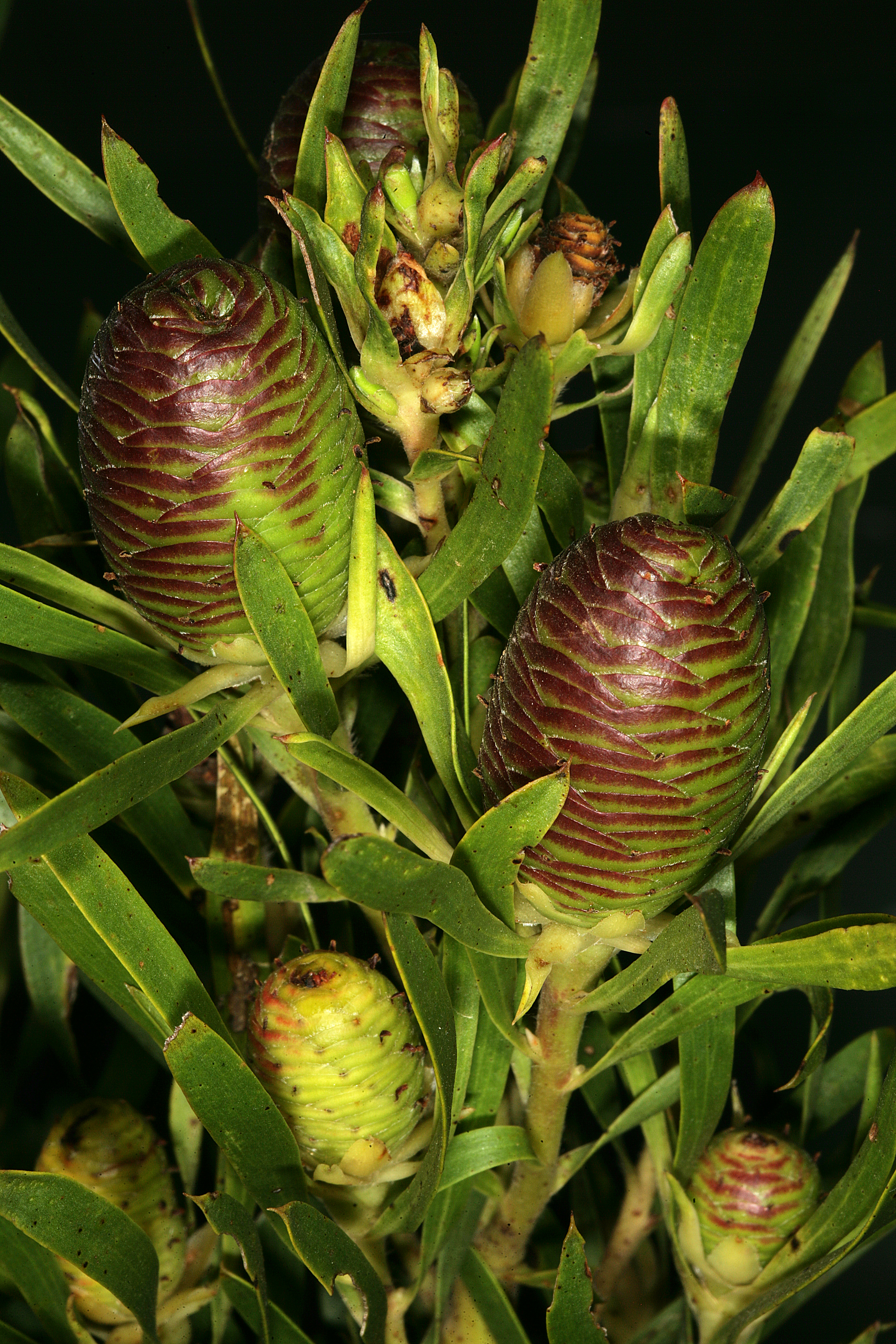

## Description
Leucadendron salicifolium est un arbuste qui atteint 3 m de haut et fleurit de juillet à septembre. Ses feuilles sont allongées et étroites aux bords légèrement dentelés, mesurant souvent entre 4 et 9 cm de long, et présentent une extrémité effilée qui leur donnent l'apparence d'un saule. Ses tiges sont robustes et souvent recouvertes d'une fine couche de poils. Lors de la floraison, la plante se pare de couleurs vives, avec des inflorescences allant du blanc crème au jaune et au rouge vif, ce qui attire des pollinisateurs. Ses fruits ont des structures coniques qui contiennent les graines et se développent après la floraison.

## Répartition et habitat
Leucadendron salicifolium est originaire du Cap-Occidental où cette espèce est présente de Porterville, à Kogelberg et Langeberg.
Elle pousse principalement dans les rivières et les eaux d'infiltration depuis le niveau de la mer et jusqu'à une altitude de 1 000 m. On la trouve principalement dans les zones aux sols sablonneux bien drainés et pauvres en nutriments. Cette caractéristique lui permet de prospérer là où de nombreuses autres plantes peinent à se développer, témoignant ainsi de son adaptation évolutive aux conditions locales. La plante meurt après un incendie, mais ses graines survivent. Celles-ci sont stockées dans un trou sur la plante femelle et ne tombent au sol qu'après un incendie. La plante est dioïque et il existe des plants distincts avec des fleurs mâles et femelles. Le numéro national de l'arbre est 82.1.

### Écologie
Leucadendron salicifolium joue un rôle essentiel dans son écosystème. Ses fleurs sont particulièrement attractives pour les pollinisateurs tels que les abeilles et les oiseaux, qui contribuent à la reproduction en transférant le pollen. La plante constitue un habitat important pour divers insectes, et ses fruits nourrissent les oiseaux et les petits mammifères. De plus, faisant partie du biome du fynbos, elle contribue à la biodiversité unique de cette région, abritant diverses espèces et préservant l'équilibre écologique.

## Dénominations
Cette plante est appelée communément en anglais, Common stream conebush (« Conebush commun des ruisseaux »).

## Systématique
Le nom correct complet (avec auteur) de ce taxon est Leucadendron salicifolium (Salisb.) I.Williams (d).
L'espèce a été initialement classée dans le genre Euryspermum sous le basionyme Euryspermum salicifolium Salisb..
Leucadendron salicifolium a pour synonymes :
- Euryspermum cuspidifolium Knight
- Euryspermum salicifolium Salisb.
- Leucadendron strictum R.Br.
- Protea conifera Andrews

### Étymologie
Le nom de genre Leucadendron vient du grec leukos « brillant, blanc » et dendron « arbre ». 
Son épithète spécifique, salicifolium, vient du latin salix « saule » et folium « feuille » signifiant « à feuilles de saules ».